# ᜑ
En el sistema de escritura de baybayin, la letra ᜑ es un carácter silábico que se corresponde con el sonido ja. 

## Uso
Si un punto se añade a la parte superior (ᜑᜒ), el sonido se convierte en un sonido jé o ji, por su parte, si un punto se añade a la parte inferior (ᜑᜓ), el sonido se convierte en un sonido jo o jú. El sonido se convierte en una consonante j si un virama se agrega a la parte inferior (ᜑ᜔). 

## Unicode
Esta letra tiene el código de Unicode U+1711, situado en el bloque tagalo.
| Carácter      | ᜑ                 | ᜑ                 |
| ------------- | ----------------- | ----------------- |
| Unicode       | TAGALOG LETTER HA | TAGALOG LETTER HA |
| Codificación  | decimal           | hex               |
| Unicode       | 5905              | U+1711            |
| UTF-8         | 225 156 145       | E1 9C 91          |
| Ref. numérica | &#5905;           | &#x1711;          |